# Médaille Ritter-von-Spix

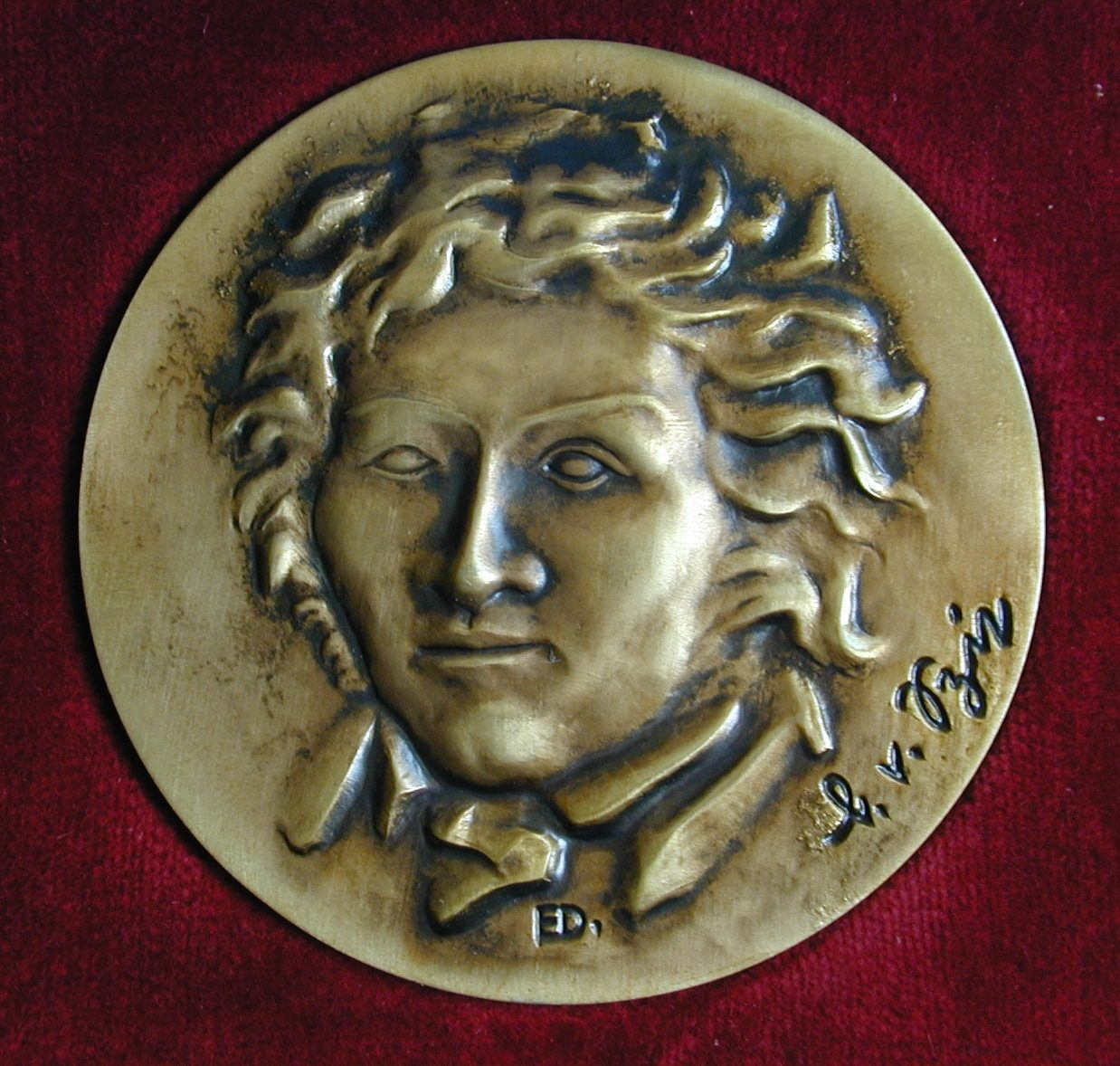
Vue de face de la médaille

La médaille Ritter-von-Spix est une distinction décernée par le Zoologische Staatssammlung München (Collections Zoologiques de Bavière). Elle est octroyée aux bienfaiteurs et donateurs de collections zoologiques remarquables. Cet institut de recherche allemand a réuni une des plus importantes collections d´histoire naturelle du monde, avec plus de 20 millions de spécimens zoologiques.
Le prix porte le nom de Johann Baptist von Spix, fondateur de l´institut et premier conservateur, et est remis de manière sporadique depuis le 200e anniversaire de von Spix, 1981.

## Lauréats
- 2013 - Philippe Darge
- 2011 - Axel Alf
- 2010 - Lutz W. R. Kobes
- 2008 - Zoltán Varga
- 2003 - Karl-Heinz Fuchs
- 2003 - Heinz Politzar
- 2001 - Thomas Witt, Museum Witt
- 2001 - Claude Herbulot
- 2000 - Ulf Eitschberger